# Étos

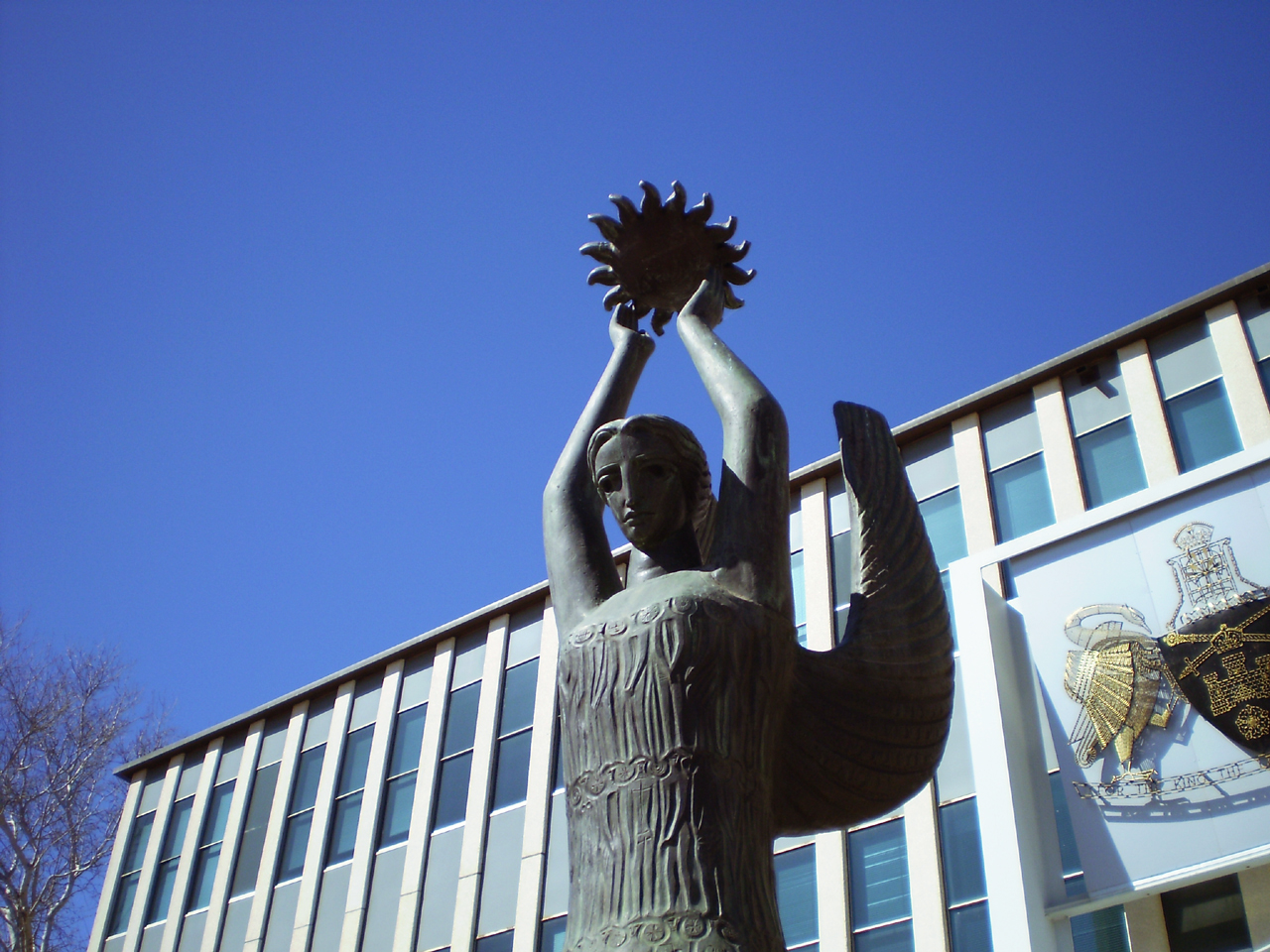
Ethos jako socha od Toma Basse na náměstí Civic Square, Canberra

Étos nebo ethos (řec. εθος, zvyk, obyčej, nebo ηθος, mrav) znamená ideální celek principů, jimiž se lidé ve společnosti mají řídit ve svém svobodném a odpovědném jednání. Od slova étos se odvozuje pojem etika, etický, a na druhé straně etologie, empirická nauka o chování.

## Význam a užití
Ve starověku znamená étos původně společenský zvyk, obyčej a mrav, který charakterizuje určitou společnost nebo skupinu. Aristotelés rozlišuje mezi ethos (obyčej, zvyk) a éthos jako ideálem odpovědného mravního jednání.
V současnosti se slovo nejčastěji užívá pro charakteristický ideál jednání v určité společenské skupině a pro její hodnotové principy. Tak například étos rytíře lze charakterizovat statečností, věrností nebo ochranou slabších, étos revolucionáře odvahou a oddaností své věci, étos podnikatele poctivostí a velkorysostí, étos bankéře poctivostí a mlčenlivostí a podobně.

## Rétorika
V Aristotelově „Rétorice“ je éthos jedním z principů přesvědčování; další dva jsou logos (rozumové důvody) a pathos (cit, vášeň). Ze všech tří musí řečník začít právě étosem, který znamená jakési uznání ze strany posluchačů. Étos zahrnuje postavení a pověst řečníka i jeho věcnou způsobilost, jsou to však vždy posluchači, kdo o něm rozhodují.